# Ugošće
Ugošće je naseljeno mjesto u općini Konjic, Federacija Bosne i Hercegovine, BiH.

## Stanovništvo

### 1991.
Nacionalni sastav stanovništva 1991. godine, bio je sljedeći:
ukupno: 52
- Muslimani – 52

### 2013.
Nacionalni sastav stanovništva 2013. godine, bio je sljedeći:
ukupno: 7
- Bošnjaci – 7

## Vanjske poveznice
- Satelitska snimka  Arhivirana inačica izvorne stranice od 25. studenoga 2020. (Wayback Machine)